# Turistická značená trasa 9617
 Turistická značená trasa 9617 je 7,5 km dlouhá okružní místní červeně značená trasa Klubu českých turistů v okrese Šumperk obsluhující turistické zajímavosti v okolí Starého Města, zejména objekty československého opevnění.

## Průběh trasy
Turistická trasa 9617 má svůj počátek i konec u nádraží ve Starém Městě na rozcestí s modře značenou trasou 2209 z pohoří Králického Sněžníku do Branné, zeleně značenou trasou 4806 vedoucí od rozhledny Na Kraličáku k chatě Paprsek a výchozí žlutě značenou trasou 7910 na Kunčickou horu. Ve směru proti hodinovým ručičkám vede trasa 9617 v souběhu s trasou 2209 nejprve do centra města, kde na náměstí začíná červeně značená trasa 0641 do Ostružné, a v souběhu s ní pokračuje do svahů severovýchodně od města. V lukách opouští souběh s trasou 0641 a kolem objektů lehkého opevnění stoupá k vrcholu Jelen, kde se obrací a vrací k městu. Znovu vstupuje do souběhu s trasou 0641, tentokrát však v opačném směru. Obě klesají kolem pěchotního srubu StM-S 34 k pěchotnímu srubu StM-S 33, kde souběh opět končí. Trasa 9617 pokračuje dále přes mělké sedlo k pěchotnímu srubu StM-S 32. Od něj velmi prudce klesá lesem do údolí Vrbenského potoka, který po lávce překonává, za ním křižuje opět turistickou trasu 4806 a prudce stoupá k pěchotnímu srubu StM-S 31. Poté trasa 9617 loukami znovu klesá do údolí do okrajových částí Starého Města, u městských sportovišť přechází Krupou a v souběhu s dalšími turistickými trasami se vrací k nádraží.

## Turistické zajímavosti na trase
- Vyhlídka z radniční věže ve Starém Městě
- Množství objektů lehkého i těžkého československého opevnění
- Vyhlídkové body ve svahu Jelenu
- Kaple svatého Tadeáše ve Starém Městě